# Le poisson commande
Pour plus de détails, voir Fiche technique et Distribution.
Le poisson commande est un documentaire français réalisé par René Vautier, Félix Le Garrec et Yann Le Masson, sorti en 1978.

## Fiche technique
- Titre français : Le poisson commande
- Réalisation : René Vautier, Félix Le Garrec et Yann Le Masson
- Pays de production :  France
- Production : UPCB (Unité de production cinématographique Bretagne)
- Format : couleur - 35 mm
- Genre : documentaire
- Durée : 30 minutes
- Date de sortie : 1978[1]

## Distinctions
- Oscar du meilleur film sur la mer 1978[2]